# Burlöv
Burlöv is een Zweedse gemeente in Skåne. De gemeente behoort tot de provincie Skåne län. Ze heeft een totale oppervlakte van 19,3 km² en telde 15.295 inwoners in 2004.

## Plaatsen
| # | Plaats          | Inwoneraantal |
| - | --------------- | ------------- |
| 1 | Arlöv           | 9 108         |
| 2 | Åkarp           | 5 393         |
| 3 | Burlövs egnahem | 523           |

Ängelholm · Åstorp · Båstad · Bjuv · Bromölla · Burlöv · Eslöv · Hässleholm · Helsingborg · Höganäs · Höör · Hörby · Kävlinge · Klippan · Kristianstad · Landskrona · Lomma · Lund · Malmö · Örkelljunga · Osby · Östra Göinge · Perstorp · Simrishamn · Sjöbo · Skurup · Staffanstorp · Svalöv · Svedala · Tomelilla · Trelleborg · Vellinge · Ystad